# Vuelo 8622 de Pegasus Airlines
El vuelo 8622 de Pegasus Airlines era un vuelo nacional de Ankara a Trebisonda, Turquía. El 13 de enero de 2018, al aterrizar en la pista 11 del Aeropuerto de Trebisonda, la aeronave que operaba el vuelo se salió del lado izquierdo de la pista y se deslizó parcialmente por un precipicio. Si bien no hubo víctimas mortales ni heridos entre los 168 pasajeros y la tripulación, la aeronave sufrió daños irreparables y posteriormente fue dada de baja.

## Accidente
El vuelo 8622 era un vuelo nacional regular desde el Aeropuerto Internacional Esenboğa, Ankara, al Aeropuerto de Trebisonda. Iban a bordo 162 pasajeros y 6 tripulantes. El avión aterrizó a las 23:26 hora local (20:26 UTC). Tras aterrizar, viró a la izquierda, se salió de la pista y se deslizó por un acantilado.El avión quedó en una posición precaria al lado del acantilado pero no se deslizó al mar debido al suelo húmedo que hizo que el tren de aterrizaje se atascara en el barro.La tripulación de cabina ordenó una evacuación de emergencia.El avión sufrió daños considerables,y el motor derecho se desprendió y cayó al Mar Negro.En ese momento llovía y la visibilidad era de 4 kilómetros (2,5 mi).Tras el accidente, el Aeropuerto de Trebisonda estuvo cerrado hasta las 08:00 hora local (05:00 UTC) del 14 de enero.La aeronave fue retirada del acantilado el 18 de enero. Durante la operación de recuperación, el aeropuerto de Trabzon permaneció cerrado y las aeronaves fueron desviadas al Aeropuerto de Ordu-Giresun, en Gülyalı.El avión fue declarado inutilizable.

## Aeronave

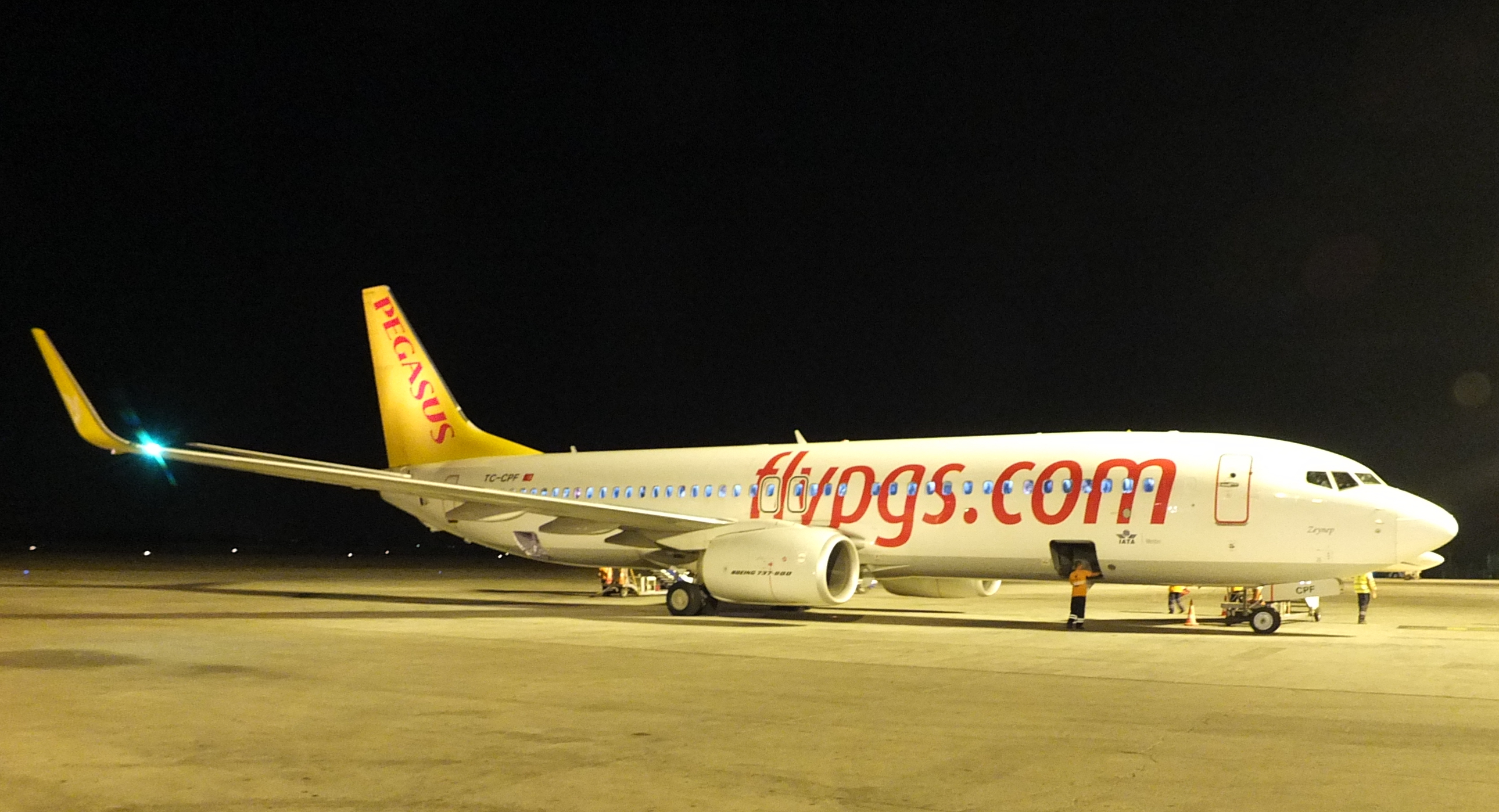
La aeronave involucrada; TC-CPF en 2016

La aeronave involucrada era un Boeing 737-82R, con número de serie del fabricante 40879 y número de línea 4267. Tenía la matrícula TC-CPF, se llamaba "Zeynep" y era operado por la aerolínea de bajo coste turca Pegasus Airlines. El avión realizó su primer vuelo el 15 de noviembre de 2012, antes de ser entregado a Pegasus Airlines el 30 de noviembre.Había realizado 9 vuelos el 13 de enero sin informes de daños o problemas por parte de los pilotos o el personal de tierra.

## Investigaciones
El gobernador de la Provincia de Trebisonda dijo que se había abierto una investigación sobre el accidente.La Dirección General de Aviación Civil (DGCA/DGAC) es responsable de investigar los accidentes de aviación en Turquía.
Uno de los pilotos afirmó que un motor sufrió una sobrecarga de potencia, lo que provocó la excursión mediante empuje asimétrico.Hasta mayo de 2025, no se habían publicado resultados de investigaciones que confirmaran o refutaran estas afirmaciones.